# Viaduc Oise-Aisne
Le viaduc Oise-Aisne, aussi nommé viaduc de Compiègne, est un viaduc situé sur le territoire des communes de Clairoix et de Choisy-au-Bac à l'est de Compiègne dans l'Oise (Hauts-de-France) ouvert à la circulation en septembre 2011. Il permet à la RN 31/E46 (rocade Est de Compiègne) de traverser l'Oise et l'Aisne.

## Description
Lors de son ouverture en 2012, le viaduc est le plus long de Picardie avec ses 2 143 mètres. Haut de 14 mètres, il traverse les vallées de l'Oise et de l'Aisne alors en zone inondable.
Le viaduc permet à la RN 31/E46 (axe Rouen-Reims) de contourner Compiègne par le nord avec 20 000 véhicules par jour. Le viaduc supporte deux voies de circulation où la vitesse est limitée à 80 km/h. Il franchit deux routes départementales (RD 932 et RD 66) et des voies ferroviaires, ainsi que le futur canal Seine Nord Europe.

## Historique
- 26 juillet 1994 : validation du projet du viaduc par décision ministérielle.
- 13 août 2003 : approbation de l'avant projet du principe de viaduc.
- 29 décembre 2003 au 7 février 2004 : enquêtes publiques.
- 18 mai 2004 : déclaration d'utilité publique par arrêté préfectoral.
- 22 juin 2006 : approbation du projet partiel relatif au viaduc.
- mars 2007 : démarrage de la construction du viaduc.
- décembre 2009 : achèvement du viaduc.
- 29 septembre 2011 : inauguration de la rocade nord est de Compiègne.
- 30 septembre 2011 : ouverture à la circulation du viaduc.

## Financement
85 millions d'euros financés par :
- l'État : 62 ME
- l'Agglomération de la région de Compiègne (ARC) : 19 ME
- le Conseil régional de Picardie : 2.1 ME
- le Conseil général de l'Oise : 1.7 ME

## Sources
- [PDF] Bilan 2010 sur picardie.developpement-durable.gouv.fr, p. 29
- [PDF] Présentation Compiègne, picardie.developpement-durable.gouv.fr